# Krčmaň
Krčmaň är en ort i Tjeckien.   Den ligger i regionen Olomouc, i den östra delen av landet, 220 km öster om huvudstaden Prag. Krčmaň ligger 227 meter över havet och antalet invånare är 454.
Terrängen runt Krčmaň är platt. Runt Krčmaň är det ganska tätbefolkat, med 120 invånare per kvadratkilometer. Närmaste större samhälle är Olomouc, 10,6 km nordväst om Krčmaň. Trakten runt Krčmaň består till största delen av jordbruksmark.